# Lucien Gekiere
Lucien Firmin Gekiere (* 22. Oktober 1912 in Moorsele; † 28. April 1990 in Kortrijk) war ein belgischer Komponist und Dirigent.

## Leben
Als Sohn eines Militärmusikers war er der Musik schon sehr früh eng verbunden. Von seinem Vater, einem Kornettisten beim Groot Harmonieorkest van de Belgische Gidsen in Brüssel erhielt er praktische Unterweisungen. Mit 11 Jahren trat er dem Blasorchester in Moorsele als Trompeter bei. Als in Menen eine Musikschule eröffnet wurde, ging er zu Robert Vantieghem und bekam fortgeschrittenen Trompeten-Unterricht, etwa zur gleichen Zeit privat noch Klavierunterricht. Als er bei Solistenwettbewerben in der Musikschule erste Preise erzielte, suchte er anschließend weiteren Fortgeschrittenen-Unterricht. Er kam zum Trompeten-Virtuosen Julien Duquesne, einem Solisten beim NIR-Orchester, der ihm den letzten Feinschliff im Trompetenunterricht vermittelte. Später machte er die Bekanntschaft mit Herman Roelstraete, der ihm Unterweisungen in Harmonielehre, Kontrapunkt und Fuge erteilte.
Nach dem Zweiten Weltkrieg wurde er mit einem Quartett (Trompete, Bariton, Kontrabass und Klavier) vom niederländischsprachigen Rundfunk (NIR) in Belgien für mehrere Sendungen engagiert. Hierfür komponiert er zunächst etwa 60 Werke. Später wurde er Dirigent eines Blasorchesters, das ebenso regelmäßig im Rundfunk zu hören war. Gekiere begann auch für dieses Medium zu komponieren, insbesondere seit er mit Guy Duijck, dem Dirigenten der Muziekkapel van de Belgische Zeemacht in Oostende, in Kontakt getreten war.

## Werke

### Werke für Blasorchester
- Kleine Ouverture
- Grimaldi Ouverture
- Pizz Nair Solo für Echo-Trompete und Blasorchester
- Pacific Symphonische Dichtung auf Jazz-Rhythmen
- Souvenir Symphonische Dichtung
- Mortsella
- Zilveren Spoor